# 박상철 (가수)
박상철(1969년 3월 7일~)은 대한민국의 트로트 가수이자 방송인으로, 작사가이자 작곡가로도 활약하고 있다.

## 생애
박상철은 1969년 3월 7일에 강원도 삼척군(지금의 강원특별자치도 삼척시)에서 태어나 1975년 당시의 초등학교 1년 조기입학으로 인해 이후, 1987년 삼척고등학교를 졸업한 후, 이듬해인 1988년 언더그라운드 라이브 클럽에서 록 발라드 음악 가수로 활약하다가, 1년 후 1989년에 군입대를 하여 육군 특전사에서 군 복무를 마쳤다. 가수의 꿈을 가졌던 그는 서울특별시로 이동하여 가수가 되기 위해 작곡가 사무실을 오가며, 노래 연습을 하고 결국 음반을 만들기 위해 일용직 노숙자 생활을 하는 등 어려움을 겪었다. 그 시기에 미용사 자격증을 취득하여 "박상철 헤어아트"를 개업하여 미용사로 잠깐 활동하였다. 때마침 1993년 7월 25일에 대한민국 최고의 노래자랑 프로그램인 KBS 《전국노래자랑- 강원도 삼척 편》에 출연하여 유열의 〈화려한 날은 가고〉를 불러 최우수상을 수상하였다. 당시 《전국노래자랑》의 객원 조연출(FD)로 활동하던 가수 배일호를 만나면서부터 송대관의 〈네박자〉, 배일호의 〈99.9〉, 〈신토불이〉 등을 작곡한 트로트계 유명 작곡가 박현진을 소개받았으며 1994년, 결국 미용사를 그만두고 2000년에 본격적으로 1집 앨범을 발표하며, 본격 가수로 정식 데뷔하였다.
박상철의 데뷔 타이틀곡이었던 〈부메랑〉은 박현진이 작곡한 경쾌한 리듬을 가진 트로트였지만 그렇게 주목받지는 못했다. 1988년부터 가수의 꿈을 처음으로 좇아서 달려왔던 그는 데뷔 직후부터 무명시절을 겪어야만 했다. 박상철은 2002년 10월 2집 앨범 《자옥아》를 발표하였다. 〈자옥아〉는 작곡가 박현진이 작곡하여 가수 이태호가 부른 〈자옥이〉를 리메이크한 곡이다. 박상철은 혼자서 방송 3사 라디오국을 드나들면서, 노래를 홍보했다. 그래서 먼저 박상철의 노래 〈자옥아〉가 라디오로부터 방송되기 시작하여 처음으로 알려지기 시작하였다. 그러나 아직 얼굴이 알려지지 않아 서울 동대문구의 두타와 밀리오레 등 행사장에 출연했으며, 문화센터 노래교실에 나가서 노래를 배우려는 주부들을 가르쳤다. 그리고 리포터와 배우를 단역으로 맡으며 다양한 활동을 하였다. 특히 《뉴 논스톱》, 《이것이 인생이다》, 《TV는 사랑을 싣고》, 《사랑과 전쟁》, 《타임머신》, 《신비한TV 서프라이즈》, 《솔로몬의 선택》, 《6시 내고향》, 《내 사랑 못난이》, 《아내의 유혹》, 《경숙이 경숙 아버지》 등에서 재연배우로 자주 출연하기도 했다. 박상철은 〈자옥아〉가 처음 히트하여 2003년, iTV 성인가요대상을 수상하고 2004년에 WBS 원음방송 희망상을 수상하게 되었다. 첫 번째의 도전이 성공적으로 이루어지고 있을 무렵 2005년 3집 《무조건》을 발표하였다. 〈무조건〉은 경쾌한 리듬, 빠른 박자, 가창력 등을 필요로 하는 이 곡은 처음에는 그렇게 주목을 받지 못했다. 박상철은 아이돌 버전으로 뮤직비디오를 만들어 음악 전문 케이블 채널을 뚫었다. 음악 전문 채널에 자주 나가면서 젊은 팬들이 자연스럽게 〈무조건〉을 알게 됐다. 이렇게 조금씩 시간이 흐르자 급기야는 연예인들까지 SBS 《도전 1000곡》이라는 프로그램에 나와 〈무조건〉을 부르기 시작하면서 대중들에게 널리 알려지게 되었다. 트로트계의 황태자라는 수식어가 붙으면서 엄청난 인기몰이를 하며, 2006년 제6회 대한민국 전통가요 남자최고가수상과 제16회 서울가요대상 성인부문 본상을 수상하였으며, 장윤정, 박현빈과 함께 트로트계 신트로이카로 불리며, 국민가수로 떠올랐다.
박상철의 〈무조건〉이 선거 로고송에까지 사용되면서 대한민국의 애창곡으로 불릴 만큼 장윤정의 《어머나》 열풍에 이어 《무조건》 열풍을 일으켰다. 2007년 싱글 앨범 《꽃바람》을 발표하였는데 이 노래는 SBS 아침연속극 《사랑하기 좋은 날》 OST로 선공개되어 인지도를 얻었으며, 이어 같은 해에 발표한 4집 앨범 《황진이》가 폭발적인 반응을 일으키며, 박상철은 대한민국 노래방 애창곡 순위 중 트로트 분야에서 1위를 기록하였다. 현재 박상철은 주요 히트곡 〈자옥아〉, 〈무조건〉, 〈황진이〉 등을 가지고 각종 행사와 무대를 장악하고 있다. 2010년 6월에는 강도범을 잡아 이슈가 되었으며, 이에 대한 포상으로 경찰청 명예경찰관으로 위촉되기도 했다. 2011년 발표한 6집 앨범의 수록곡 〈너무 예뻐〉와 〈노래방〉이 연속으로 인기를 얻고 2014년 〈빈 깡통〉의 인기와 더불어 최근 MBC 《가요베스트 대제전》에서 국민 애창곡상과 베스트 가요상을 수상하였다.
2013년 이경규가 제작한 영화 전국노래자랑에서 김인권이 맡은 박봉남 역의 실제 모델로 밝혀졌다. 2013년 7월 채널A에서 방송된 ‘그때 그 사람에서 ’뇌출혈로 쓰러진 아빠의 청춘을 부른 가수 오기택 선생을 5년간 후원했다.
주요 노래로는 "무조건", "부메랑", "황진이", "자옥아", "빵빵" 등이 있다.

## 논란
본의 아니게도 다른 여자와 바람이 나면서 전처와 이혼했는데, 그 훗날 새로이 재혼한 2번째 아내와도 갑자기 갈등이 생기면서 현재 최근까지 소송에 있던 중이기도 하였다.

## 학력
- 삼척국교[4] 졸업(1981년 2월)
- 삼척중학교 졸업(1984년 2월)
- 삼척고등학교 졸업(1987년 2월)
- 삼척산업대학교[5] 기계설비학과 학사(1999년 2월)

### 비학위 수료
- 건국대학교 경영대학원(지금의 건대 경영전문대학원) 최고경영자과정 수료(2001년 8월)

## 정식 데뷔
- 2000년 1집 앨범 《"부메랑"》

## 앨범

### 정규 앨범
| 번호 | 음반 정보                                  | 트랙 리스트 |
| ---- | ------------------------------------------ | --- |
| 1    | 《박상철 1집》 - 발매일 : 2000년 8월       | 1. 부메랑 2. 홍등 3. 애가 4. 당신 곁으로 5. 황소고집 6. 충무로, 충무로 7. 하얀 너 8. 부메랑 (MR) 9. 홍등 (MR) 10. 애가 (MR) 11. 황소고집 (MR) |
| 2    | 《박상철 2집》 - 발매일 : 2001년 10월      | 1. 자옥아 2. 홍등 3. 부메랑 4. 애가 5. 당신 곁으로 6. 황소고집 7. 충무로 충무로 8. 하얀 너 9. 외등 10. 서리 11. 자옥아 (MR) 12. 홍등 (MR) 13. 부메랑 (MR) 14. 황소고집 (MR)                                                                                               |
| 3    | 《박상철 3집》 - 발매일 : 2005년 4월 8일   | 1. 무조건 2. 바라보는 사랑 3. 자옥아 4. 마이산 5. 부메랑 6. 십분만 7. 무조건 (Dance Ver.) 8. 홍등 9. 황소고집 10. 애가 11. 당신 곁으로 12. 황진이 13. 무조건 (MR) 14. 바라보는 사랑 (MR) 15. 자옥아 (MR)                                                                  |
| 4    | 《박상철 4집》 - 발매일 : 2007년 3월 22일  | 1. 황진이 2. 콕콕콕 3. 무조건 4. 바라보는 사랑 5. 자옥아 6. 아픈 사랑 7. 황진이 (Dance Ver.) 8. 해뜰날 9. 홍등 10. 부메랑 11. 그리움 12. 마이산 13. 십분만 14. 황진이 (MR) 15. 무조건 (MR) 16. 자옥아 (MR) 17. 콕콕콕 (MR)                                                |
| 5    | 《박상철 5집》 - 발매일 : 2010년 1월 7일   | 1. 빵빵 2. 세월 3. 황진이 4. 쿵짝쿵짝 5. 무조건 6. 꽃바람 7. 콕콕콕 8. 아라리 9. 바보같지만 10. 자옥아 11. 바라보는 사랑 12. 마이산 13. 홍등 14. 십분만 15. 부메랑 16. 박상철 17. 빵빵 (MR) 18. 황진이 (MR) 19. 무조건 (MR) 20. 세월 (MR) 21. 자옥아 (MR) 22. 꽃바람 (MR) |
| 6    | 《박상철 6집》 - 발매일 : 2011년 11월 21일 | 1. 너무 예뻐 2. 울엄마 3. 노래방 4. 바람개비 5. 빵빵 6. 황진이 7. 세월 8. 무조건 9. 쿵짝쿵짝 10. 꽃바람 11. 콕콕콕 12. 아라리 13. 바라보는 사랑 14. 마이산 15. 홍등 16. 십분만 17. 부메랑 18. 박상철 19. 너무 예뻐 (MR) 20. 노래방 (MR)                                   |

### 비정규 앨범
| 번호 | 음반 정보                                                   | 트랙 리스트 |
| ---- | ----------------------------------------------------------- | --- |
| 1    | 《마이산》 - 발매일 : 2003년 1월 1일                        | 1. 마이산 2. 자옥아 3. 부메랑 4. 홍등 5. 마이산 (Inst.) |
| 2    | 《무조건 (대한민국 응원가 Ver.)》 - 발매일 : 2005년 5월 3일 | 1. 무조건 (대한민국 응원가 Remix Ver.) 2. 무조건 (대한민국 응원가 Ver.) 3. 무조건 (Feat.란，조이디／Dance Ver.) 4. 무조건 (대한민국 응원가 Ver.) (MR) 5. 무조건 (대한민국 응원가 Remix Ver.) (MR) |
| 3    | 《박상철 with DJ Oga－해뜰날》 - 발매일 : 2007년 2월 9일    | 1. 해뜰날 (Radio) 2. 해뜰날 (Euro Mix) 3. 해뜰날 (Extended Mix) 4. 해뜰날 (DJ Oga Dub Mix) 5. 해뜰날 (Instrumental) |
| 4    | 《박상철 with DJ Oga－해뜰날》 - 발매일 : 2007년 2월 9일    | 1. 해뜰날 (Radio) 2. 해뜰날 (Euro Mix) 3. 해뜰날 (Extended Mix) 4. 해뜰날 (DJ Oga Dub Mix) 5. 해뜰날 (Instrumental) |
| 5    | 《꽃바람 (Single)》 - 발매일 : 2007년 4월 30일              | 1. 꽃바람 2. 꽃바람 (Guitar Inst.) 3. 꽃바람 (Inst.) |
| 6    | 《노래방/바람개비》 - 발매일 : 2011년 9월 19일              | 1. 노래방 뮤직비디오 2. 바람개비 3. 노래방 (Inst.) 4. 바람개비 (Inst.) 5. 빵빵 (Inst.) 6. 황진이 (Inst.) 7. 무조건 (Inst.) 8. 자옥아 (Inst.) 9. 꽃바람 (Inst.) 10. 세월 (Inst.) 11. 쿵짝쿵짝 (Inst.) 12. 아라리 (Inst.) 13. 콕콕콕 (Inst.) 14. 마이산 (Inst.) 15. 부메랑 (Inst.) 16. 홍등 (Inst.) 17. 바보 같지만 (Inst.) 18. 바라보는 사랑 (Inst.) 19. 박상철 (Inst.) |
| 6    | 《빈깡통/일백년》 - 발매일 : 2014년 1월 14일                | 1. 빈깡통 뮤직비디오 2. 일백년 3. 빈깡통 (Inst.) 4. 일백년 (Inst.) |

## 음반 외 활동

### TV 프로그램
- 1993년 KBS1 《전국 노래자랑》 - 강원도 삼척시 편 참가자
- 2001년 KBS1 《이것이 인생이다》 - 재연배우
- 2002년 MBC 《신비한TV 서프라이즈》 - 재연배우
- 2002년 KBS2 《TV는 사랑을 싣고》 - 재연배우
- 2002년 SBS 《솔로몬의 선택》 - 재연배우
- 2003년 MBC 《타임머신》 - 재연배우
- 2007년 KBS1 《6시 내고향》 - 내 고향 희망가요 진행
- 2008년 KBS N 라이프 《박상철의 무조건 세계여행》 - 진행
- 2009년 KBS2 《불후의 명곡- 설특집 전국노래자랑 편》 - 게스트
- 2010년 KBS1 《박장대소》 - 진행
- 2010년 KBS1 《병영체험 진짜 사나이》 - 진행
- 2011년 KBS2 《대국민 토크쇼 안녕하세요》 - 14회, 23회 출연
- 2012년 KBS2 《세대공감 토요일》 - 117회 출연
- 2013년 SBS 《도전 1000곡》 - 242회 출연
- 2013년 KBS2 《위기탈출 넘버원》 - 재연배우
- 2013년 KBS2 《황금 카메라》 - 8회 출연
- 2013년 7월 14일 일요일 KBS1 《강연 100℃》 - 52회로 출연
  - 강연주제 : 무조건
  - 공감온도 : 96°C
- 2014년 KBS제주 《투맹쇼 - 느영나영 제주넘기》 - 패널
- 2015년 대전MBC 《토크앤조이》 - 게스트
- 2015년 MBN 《전국제패》 - 패널
- 2016년 KBS2 《우리동네 예체능》 - 게스트
- 2017년 KBS1 《아침마당》 8002회 - 게스트
- 2019년 KBS1 《TV는 사랑을 싣고》 - 게스트
- 2019년 KBS1 《아침마당》 - 게스트
- 2019~2020년 MBC 《놀면 뭐하니?》 - 게스트
- 2020년 tvN 《케이팝 어학당 - 노랫말싸미》 - 4회
- 2020년 채널A 《행복한 아침》 - 게스트
- 2020년 TV조선 《신청곡을 불러드립니다 - 사랑의 콜센타》

### 드라마
- 2001년 MBC 청춘시트콤 《뉴 논스톱》 ... 박상철 역
- 2006년 SBS 금요드라마 《내 사랑 못난이》 ... 박상철 역
- 2007년 SBS 아침연속극 《사랑하기 좋은 날》 - OST 참여
- 2008년 SBS 일일드라마 《아내의 유혹》 ... 박상철 역
- 2009년 KBS2 HD 수목드라마 《경숙이 경숙 아버지》 ... 지배인 역, OST 참여
- 2016년 MBN 《기막힌 이야기 실제상황》 ... 박상철 역

### 영화
- 2007년 《가면》 ... 과학수사팀원 역
- 2012년 《파파》 ... 박상철 역

### CF
- 2010년 《삼척시청 삼척해양레일바이크》
- 2012년 《삼척시청 삼척해양레일바이크》
- 2012년 《듀오정보 강원도푸드박람회》
- 2012년 《영주시농업기술센터 영주사과》
- 2012년 《좋은 아침 박상철의 흙침대 이야기》
- 2013년 《영주시농업기술센터 영주한우》
- 2013년 《영주시농업기술센터 풍기인삼》
- 2015년 《부산 토성흙침대》

### 기타
- 2012년 브라우니-브라우니-기자역
- 2023년 불광천 Go Go Go 페스타! - 은평구 불광천 수변무대, 2023.10.21

## 수상
- 1993년 KBS 전국노래자랑 최우수상
- 2003년 iTV 성인가요대상
- 2004년 WBS 원음방송 희망상
- 2004년 한국연예인협회 모범 가수상
- 2005년 청주방송 전국 톱 10 가요 쇼 1위
- 2006년 제6회 대한민국 전통가요대상 남자최고가수상
- 2006년 제16회 서울가요대상 성인부문 본상
- 2009년 제17회 대한민국 문화연예대상 성인가요 10대 가수상
- 2010년 제19회 하이원 서울가요대상 트로트상
- 2010년 제18회 대한민국 문화연예대상 성인가요 10대 가수상
- 2010년 제18회 대한민국 문화연예대상 성인가요부문 대상
- 2011년 제 1회 한국음악저작권대상 트로트부문 본상
- 2011년 제19회 대한민국 문화연예대상 성인가요 최우수상
- 2012년 제 2회 대한민국 다문화예술대상 10대 예술인상
- 2012년 제12회 대한민국 전통가요대상 남자 7대가수상
- 2014년 MBC 가요베스트 대제전 국민 애창곡상
- 2015년 MBC 가요베스트 대제전 베스트 가요상
- 2016년 제14회 대한민국 전통가요대상 우수상
- 2018년 MBC 가요베스트 대상 수상